# Alexa et Katie
Alexa et Katie est une série télévisée américaine en 39 épisodes d'environ 25 minutes créée par Heather Wordhamet diffusée entre le 23 mars 2018 et le 13 juin 2020 sur le service de vidéo à la demande Netflix, incluant les pays francophones.

## Synopsis
Tout en luttant contre un cancer, Alexa entre au lycée. Et avec Katie, sa meilleure amie, à ses côtés, elle est bien déterminée à faire front aux aléas à venir. Plein d'aventures trépignantes vont les accompagner tout au long des années de lycée !

## Distribution

### Acteurs principaux
- Paris Berelc (VFB : Ludivine Deworst) : Alexa Mendoza[3]
- Isabel May (VFB : Claire Tefnin) : Katie Cooper[3]
- Tiffani Thiessen (VFB : Sophie Frison) : Lori Mendoza[4]
- Eddie Shin (en) (VFB : Grégory Praet) : Dave Mendoza[5]
- Emery Kelly (VFB : Quentin Minon) : Lucas Mendoza[5]
- Finn Carr (VFB : Circé Lethem) : Jack Cooper
- Jolie Jenkins (VFB : Sophie Landresse) : Jennifer Cooper[5]

### Acteurs secondaires
- Kerri Medders (VF : Elsa Poisot puis Nancy Philippot) : Gwenny Thompson[6]
- Merit Leighton (VFB : Esther Aflalo) : Hannah[7]
- Jack Griffo (VFB : Pierre Lebec) : Dylan[6]
- Iman Benson (VFB : Maia Baran) : Reagan
- Alyssa Jirrels (VFB : Maia Baran) : Vanessa
- Nadja Alaya (VFB : Maia Baran) : Megan
- Nathaniel J. Potvin (VFB : Bruno Borsu) : Ryan
- Katie Walder (VFB : Audrey d'Hulstère) : Mme Rogers, prof de théâtre
- Carmella Riley (VFB : Jacqueline Ghaye) : Nurse Linda
- Joey Luthman (VFB : Antoni Lo Presti) : Garth
- Barrett Carnahan (VFB : Thibault Packeu) : Aiden
- Gunner Burkhardt (VFB : Brieux Lemaire) : Spencer Walker

### Version française
- Studio de doublage : VSI - Paris Chinkel S.A.
- Direction Artistique : Marie Van Ermengem
- Adaptation : Clémentine Blayo, Justine Dupont Breitburd, Pauline Pujol
- Enregistrement : Benoit Gerard / Benjamin Remize
- Mixage : Nicolas Maurin
- Montage : Manon Sevre

## Production
Le 9 avril 2018, la série est renouvelée pour une deuxième saison.
Le 15 février 2019, la série est renouvelée pour une saison 3 qui comportera seize épisodes.
Le 15 mai 2020, Paris Berlec et Isabel May déclarent que la troisième saison sera la dernière.

## Épisodes

### Première saison (2018)
Les treize épisodes de la première saison ont été publiés le 23 mars 2018 sur Netflix.
1. Une rentrée qui décoiffe (Bad Hair Day)
2. Les Perruques (Wigs)
3. Le Basket (Basketball)
4. Impunissable (Ungroundable)
5. La Pièce - 1re partie (The Play, Part 1)
6. La Photo de classe (Picture Day)
7. La Pièce - 2e partie (The Play, Part 2)
8. Le Groupe de soutien (Support Group)
9. Luau d'hiver (Winter Luau)
10. Thanksgiving (Thanksgiving)
11. La Soirée pyjama secrète (Secret Sleepover)
12. Le Bal de l'hiver - 1re partie (Winter Formal, Part 1)
13. Le Bal de l'hiver - 2e partie (Winter Formal, Part 2)

### Deuxième saison (2019)
Les dix épisodes de la deuxième saison ont été publiés le 26 décembre 2018 sur Netflix.
1. Deuxième rentrée (Second First Day)
2. Petits boulots (ChoreCats)
3. #GWENCAS (#GWENCAS)
4. Les Doutes (Tryouts and Latte Doubts)
5. Beurre de cacahuète et confiture (PB Without J)
6. Sortie entre filles (Shop 'Til You Cry)
7. La Bosse des maths (Katie's Beautiful Mind)
8. Mauvais souvenirs (The Ghost of Cancer Past)
9. Bonne année et… oups (New Year's … Whoops)
10. Un anniversaire réussi (Sweet Sixteen)

### Troisième saison (2020)
La saison 3 est composée de seize épisodes qui sera diffusé en deux parties. Les huit premiers sont diffusés à partir du 30 décembre 2019 sur Netflix et les huit autres pour le 13 juin 2020.
1. La Rentrée des classes (1st Day of Junior Year)
2. Le Classeur débile (Stupid Binder)
3. Des souvenirs bien ancrés (Always Something There to Remind Me)
4. Un attachement inconscient (Unconsciously Coupling)
5. All I Want for Christmas Is You
6. Art dramatique et pétage de plombs (Writer-Director-Nervous Wreck)
7. Bizarre, bizarre (It's Just… Weird)
8. Panique au mini-golf (Panic at The Putt-Putt)
9. Le Dernier premier jour (The Last First Day)
10. L'Art de faire du café (Rules for Better Barista-ing)
11. Le Dîner (The Girl Who Cried Yelp)
12. Choisir sa vie (Choose Your Own Adventure)
13. En parlant de cancer (Speaking of Cancer)
14. De l'art de fumer de la viande (The Smoke Show)
15. Une dernière danse (Last Dance)
16. Le Bon Choix (This Feels Right)